# Mary Randlett
Mary Randlett, geb. Willis (* 5. Mai 1924 in Seattle, Washington; † 17. Januar 2019 ebenda) war eine US-amerikanische Fotografin, die vor allem für ihre Porträts von Künstlern und Schriftstellern aus dem pazifischen Nordwesten sowie für ihre Landschaftsaufnahmen bekannt ist.

## Leben
Mary Willis wurde 1924 in Seattle geboren. Ihr Vater, Cecil Durand Willis, betrieb eine Planungsfirma, während ihre Mutter, Elizabeth Bayley Willis, als Kuratorin und Vermarkterin von internationaler Volkskunst und Kunsthandwerk eng mit der Kunstszene des Nordwestens verbunden war. Sie besuchte das Whitman College in Walla Walla, Washington, wo sie 1947 ihren Bachelor-Abschluss machte. Während ihres Studiums entwickelte sie ihre fotografischen Fähigkeiten und nutzte die Dunkelkammer der Chemieabteilung für ihre Arbeiten. Mary Randlett schloss 1947 ihr Studium der Politikwissenschaft an der Whitman University ab, ohne einen Berufswunsch zu haben. Sie nahm eine Stelle im Kaufhaus Bon Marché an, wo sie Sportartikel verkaufte. Verärgert darüber, dass Männer für die gleiche Arbeit mehr verdienten, obwohl sie weniger verkaufte, verlangte sie eine Gehaltserhöhung. Sie wurde entlassen.
Mary Randlett wandte sich an den Modefotografen Hans Jorgensen, der aus New York, wo er Assistent von Louise Dahl-Wolfe gewesen war, nach Seattle gekommen war. Jorgensen nahm Randlett zur Ausbildung in sein kommerzielles Studio auf. Er machte sie mit der zweilinsigen Rolleiflex-Kamera vertraut, die Negative im quadratischen Format (2,25 Zoll) aufnahm – die Kamera, mit der Mode- und Pressefotografen in der Praxis arbeiteten. In San Francisco nahm Randlett an einem Workshop des bekannten Fotografen Minor White teil und lernte die Fotografin Imogen Cunningham kennen, eine Freundin ihrer Mutter aus deren Zeit in Seattle.
Mary Randletts Fotos erregten erstmals 1949 landesweite Aufmerksamkeit, als sie das Slo-Mo-Shun IV Hydroplane, das schnellste Boot der Welt (150 bis 160 Meilen pro Stunde), bei seiner ersten Testfahrt auf dem Lake Washington fotografierte. Das neue Design erregte das Interesse von Wassersportlern im ganzen Land. Die Fotos wurden in der Zeitschrift Pacific Motor Boat and Yachting veröffentlicht und von der Associated Press verbreitet. Ihre Karriere wurde unterbrochen, als sie Herbert Randlett heiratete, einen Buchhalter, der später die Auslandsabteilung der Seattle Trust & Savings Bank (später Key Bank) leitete. 
Mary Randletts Karriere begann erst 1963 ernsthaft, als ihre Kinder noch zur Schule gingen. Der bekannte Dichter Theodore Roethke verbrachte einen Teil seiner Zeit auf Bainbridge Island in der Atelierhütte von Elizabeth Willis. Er fragte, ob Randlett zu seinem Haus in Seattle kommen würde, um ihn zu fotografieren. Am 18. Juli 1963 machte Mary vier Aufnahmen von Roethke. Er starb am 1. August 1963 an einem Herzinfarkt. Ihre Fotos waren die letzten, die von dem Dichter gemacht wurden. Sie wurde mit Fotoaufträgen bis nach England überschüttet. Bald kamen Roethkes Schüler zu ihr, um sich fotografieren zu lassen. Sie schoss Porträts von Robert Sund, Duane Niatum, David Wagoner, Carolyn Kizer, Joan Swift und Richard Eberhart.
Um ihr Fotoarchiv von Künstlern aus dem Nordwesten zu erweitern, schrieb sie Kenneth Callahan, William Cumming, Ambrose und Viola Patterson und Guy Anderson an und bat darum, sie in ihren Ateliers zu fotografieren. Alle stimmten zu. Sie bat sie, das zu tun, was sie normalerweise taten, während sie und ihre Kamera zusahen. Später fotografierte sie William Ivey, Allan Wright und Philip McCracken in ihren Ateliers. Der Kreis erweiterte sich, als Cumming sie mitnahm, um Eustace Ziegler zu fotografieren. Graves erzählte ihr von Leo Kenney. Callahan schlug ihr vor, Neil Meitzler in seiner Hütte zu fotografieren. Inspiriert von Callahans und Meitzlers Bergbildern fotografierte sie den South Fork des Stillaguamish River in der Nähe von Meitzlers Hütte. Die Bilder, die sie als ihre „erste richtige Naturfotografie“ bezeichnet, entstanden 1963 in den Bergen am Snoqualmie Pass und am Cle Elum River. In ihren Bildern wirkt das Wasser wie ein Farbstrich.
1964 wandte sie sich mit einem Foto von Roethke an die University of Washington Press, das für einen von Ralph Mills herausgegebenen Essayband über Roethkes Lyrik verwendet werden sollte. Dies war der Beginn einer mehr als 35 Jahre währenden Zusammenarbeit mit der University of Washington Press, denn ihre Fotografien wurden für mehr als ein Dutzend Bücher über Kunst, Künstler und Landschaften des Nordwestens sowie für weitere zwei Dutzend Bücher zu anderen Themen angefordert.
1972 wurde Mary geschieden. Als ihre Kinder erwachsen waren, zog sie nach Alexandria, Virginia, wo sie drei Jahre lang lebte. Dort recherchierte sie für einen Freund, der an der Smithsonian Portrait Gallery arbeitete, über die Indianer der Nordwestküste und fotografierte Orte von der Ostküste bis nach Michigan für das National Register of Historic Places (National Register of Historic Places, Bände I und II, 1976).

## Werk
Mary Randlett begann ihre Karriere als Fotografin in den späten 1940er Jahren und wurde schnell für ihre einfühlsamen Porträts von Künstlern und Schriftstellern aus dem pazifischen Nordwesten bekannt. Zu ihren bekanntesten Arbeiten zählen Porträts von Mark Tobey, Morris Graves und Theodore Roethke. Neben Porträts schuf Randlett auch beeindruckende Landschaftsaufnahmen, die die natürliche Schönheit der Region einfangen. Ihre Werke sind in über 40 öffentlichen Sammlungen vertreten, darunter das Seattle Art Museum, das Metropolitan Museum of Art in New York und die National Gallery of Art in Washington, D.C. 